# Calciano
Calciano (Caucësciànë in dialetto locale) è un comune italiano di 647 abitanti della provincia di Matera in Basilicata. È uno dei comuni italiani facenti parte dell'Associazione Nazionale delle Città del Miele.

## Geografia fisica
Calciano sorge in collina a 425 m s.l.m. nella parte nord-occidentale della provincia di Matera al confine con la parte centro-orientale della provincia di Potenza. Il suo territorio risulta compreso tra 183 m s.l.m. e i 1151 m s.l.m. Il paese è considerato la "porta" del Parco Naturale di Gallipoli Cognato, data l'estrema vicinanza dall'area naturalistica protetta che comprende altri quattro comuni.
Fa parte della Comunità montana Medio Basento.
Il comune di Calciano confina con i comuni di Garaguso (7 km), Oliveto Lucano (12 km), Tricarico (14 km), Grassano (15 km), Accettura (19 km), Campomaggiore (PZ) (26 km) e Albano di Lucania (PZ) (33 km).

## Origini del nome
Il toponimo Calciano è di origine antroponimica e potrebbe derivare dai personali latini Capius/Caltius o Calcidius con suffisso -anus, oppure dal termine medioevale Caucium (luogo basso e paludoso).  Secondo il Flechia, il toponimo deriverebbe da Caucigianum in riferimento al gentilizio Calcidius con l'aggiunta del suffisso -anus (che nella lingua latina denota appunto appartenenza) alla radice del nome proprio. La sua ipotesi è suffragata dal fatto che, ancora oggi nel dialetto locale, la località è chiamata Caucëscìanë (foneticamente molto simile a Caucigianum).

## Amministrazione
Il comune di Calciano è amministrato da Giuseppe Arturo De Filippo e dalla lista Civica "Calciano nel cuore". Il sindaco è stato eletto per la prima volta alle consultazioni del 26 maggio 2014. Dopo un primo mandato è stato rieletto il 26 maggio 2019 per il secondo mandato con la stessa lista. 
Alle consultazioni del 10 giugno 2024 è stato rieletto sindaco per la terza volta con la stessa lista "Calciano nel cuore".

## Storia
Sul territorio si trovano presenze umane preistoriche e sembra che dal V secolo a.C. sia esistito un insediamento laddove sorge attualmente, fino al 383 a.C., quando fu distrutto da un'alluvione. La popolazione, organizzatasi intorno al castello e alla Chiesa della Beata Vergine Maria (ora in ruderi), cominciò a crescere fino all'alluvione del 1235 e al terremoto del 1248, quando i cittadini si rifugiarono in casali vicini, mentre il territorio viene aggregato a quello di Tricarico. Passa dunque dagli Sforza nel 1382 ai Sanseverino nel 1458, che poi ne perdono il possesso a causa della loro partecipazione alle congiure del 1485 contro re Ferdinando I.
Durante il XVI secolo, la popolazione, che agli inizi si aggira intorno alle 1 500 unità, si dota della Chiesa Madre, dedicata alla Beata Vergine Maria e il paese viene governato da diversi feudatari, fino a giungere ai De Leyra e nel 1606 ai Revertera. Partecipa alla rivolta nel periodo del brigantaggio (molti attacchi furono effettuati sotto il comando di capi calcianesi). Secondo la tradizione, nel XVIII-XIX secolo, la popolazione si trasferì nella parte superiore del paese a causa di continue alluvioni e frane e costruì la nuova chiesa parrocchiale dedicata a S. Giovanni Battista. Il nuovo paese si sviluppa intorno alla chiesa già esistente in onore di Maria SS. della Serra.
Nel 1861 le formazioni brigantesche di Carmine Crocco e del generale catalano José Borjes dopo aver messo a sacco Trivigno si diressero su Calciano che raggiunsero il 5 novembre 1861, così come riportato nelle memorie di Crocco: «la mia banda occupò senza colpo ferire il piccolo villaggio di Calciano sulla destra del fiume Basento ove si moltiplicarono gli atti brutali senza riguardo a persone e cose.  M'imbatto sulla pubblica via in una donna barbaramente trucidata e vedo tutto all'intorno innalzarsi un denso fumo, sono i miserabili casolari di quei coloni posti a fuoco dopo il saccheggio. Il paese è povero, ciò non pertanto impongo qualche piccola taglia e raccolgo denari».
Il sacco del paese è descritto anche da Borjès nel suo diario ove annotò alcuni particolari sul saccheggio:  “Ci imbattiamo in otto guardie nazionali che inseguiamo fino a Caliciana (Calciano); là ci arrestiamo: è stato saccheggiato tutto, senza distinzione a realisti o a liberali in modo orribile: è stata anche assassinata una donna, e, a quanto mi dicono, tre o quattro contadini”. Raccolto il bottino le bande proseguirono la loro marcia verso Potenza dirigendosi a Garaguso e Salandra che raggiunsero il 6 novembre 1861.
Nel 1866 il capitano Blancuzzi da Calciano, della Guardia Nazionale, combatté nei boschi di questo territorio contro il brigantaggio e fece prigioniero il famoso brigante Francolino. Apparteneva alla banda del brigantaggio anche il celebre brigante calcianese Percoco, il quale fu ucciso nell'agro di Stigliano.
Nell'Ottocento il comune è stato unito a Garaguso ed Oliveto Lucano fino al 1913, quando raggiunge l'autonomia con legge 11 giugno n.699, e la popolazione, letteralmente cresciuta, sfiora i mille abitanti, per poi superare i 1500 nell'immediato secondo dopoguerra. A causa dell´emigrazione degli anni '60 si segna un calo fino agli appena 800 attuali.

### Simboli

Stemma del Comune di Calciano.

Lo stemma raffigura due colli verdi adiacenti sormontati da un’aquila ad ali aperte, con capo cerchiato, sovrastata da stella dorata splendente a cinque punte. Il tutto racchiuso in uno scudo a sette lati con fondo azzurro sormontato da corona a nove torri.
Il gonfalone è un drappo di bianco.

## Monumenti e luoghi d'interesse

### Architetture religiose

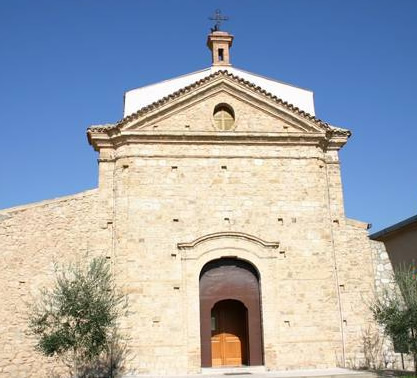
La facciata della chiesa di S. Giovanni Battista

- Chiesa della Rocca (XIII secolo-XIV secolo): tipologia Normanna. Il luogo sacro probabilmente è appartenuto ai monaci che vivevano in un convento (oggi diventato frantoio detto "Chiusa del Trappeto") collegato alla Chiesa.
- Chiesa Matrice di San Giovanni Battista (XVI secolo): non si hanno informazioni precise in merito alla costruzione della chiesa, presumibilmente è stata costruita sull'antica chiesa in onore di Maria SS. della Serra. In essa sono custoditi gli affreschi provenienti dalla chiesa della Rocca, raffiguranti la Vergine, una Madonna col Bambino, alcuni Santi e l'Eterno Padre. Vi si trovano anche un crocifisso in rame di stile bizantino del '300 e una sedia presidenziale risalente al '700. Custodita in una grande teca l'Annunziata del 1300 dello scultore Nicola Pisano. Nell'abside è situato il prezioso trittico, olio su tavola del 1503 di Bartolomeo da Pistoia raffigurante la Madonna con il Bambino, san Nicola di Bari e san Giovanni Battista. Gelosamente custodito nella sacrestia un crocifisso di legno policromo, opera scultorea dei francescani meridionali tra il '500 ed il '600.
- Chiesa Maria SS. di Serra Cognato (1100): in località Tremolo, a circa 10 km da Calciano, fondata da Guglielmo da Vercelli ritiratosi con Giovanni da Matera in meditazione.

### Ruderi, insediamenti rupestri e fortificazioni

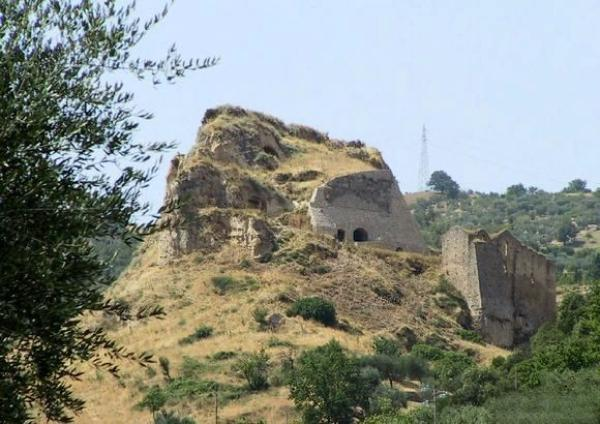
I ruderi dell'antica Calciano.

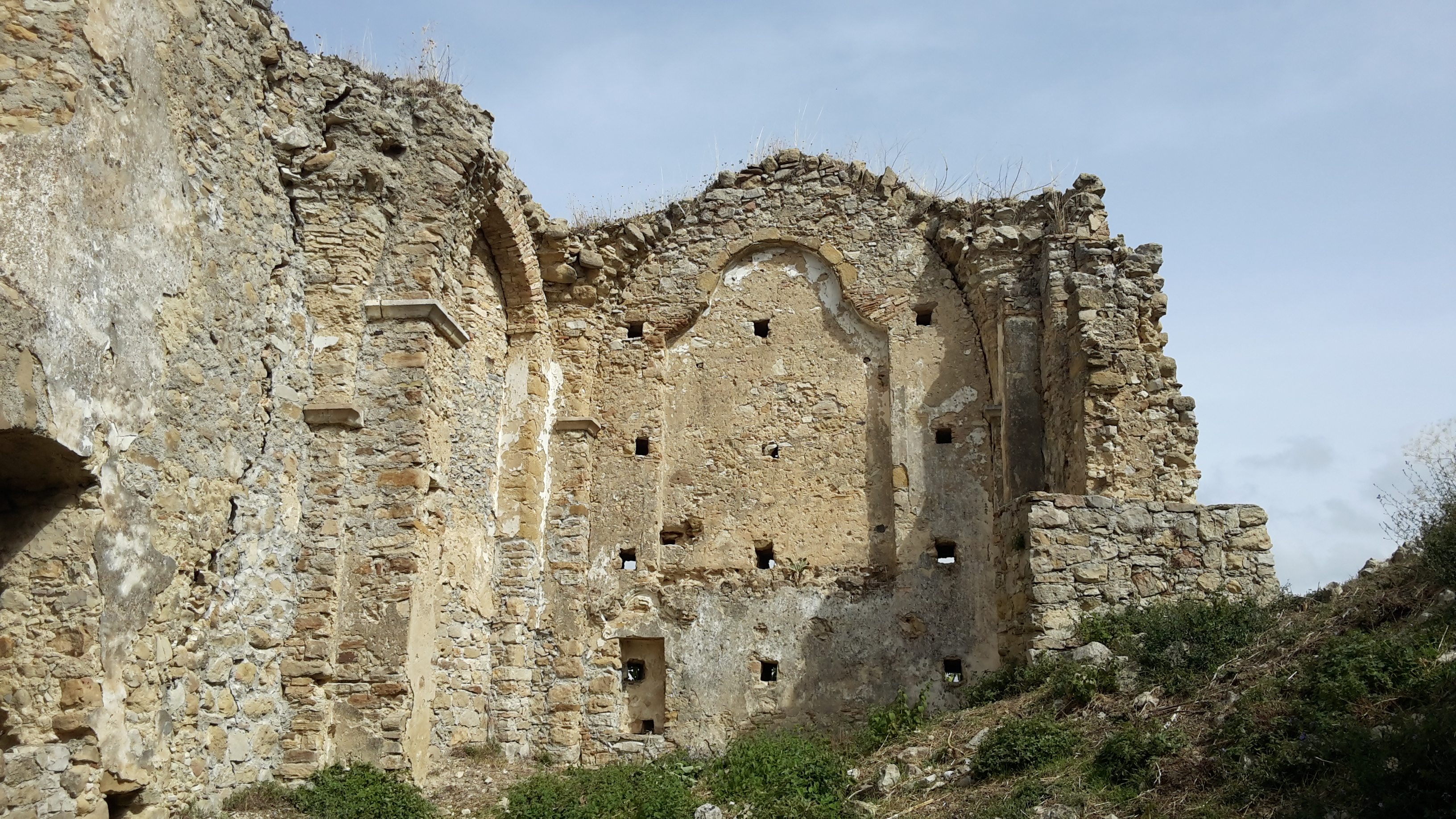
Calciano, ruderi della chiesa di Maria Santissima della Rocca

Nel percorrere il tratto di strada che collega la Statale Basentana al centro abitato, si notano i resti del vecchio paese (Paese di Pede) medioevale Caucium, comprendenti una fortificazione (Castello o Rocca), la chiesa della Rocca (dedicata a santa Maria della Rocca) e la Cinta di Santa Caterina. La fortificazione di origine osca è perforata da grotte un tempo abitate ed attualmente in via di recupero. Sul lato destro si trovano i ruderi della chiesa della Rocca, di origine normanna e con struttura abbaziale. Sul versante sinistro, sovrastante il burrone della Venicella, si trova la Cinta di Santa Caterina, con due piccole grotte scavate nel tufo e affrescate dall'icona di Santa Caterina, la figura di Lucifero e quella di Sant'Antonio abate, tutte non facilmente decifrabili. L'ipotesi che i ruderi che vengono chiamati dai calcianesi u'castidd (il castello) siano in realtà i resti dell'antico monastero greco-bizantino della Théotokos, intorno al quale era sorto un Corion, un borgo non fortificato (l'antica Calciano situata in località Paese di Pede), prende spunto da due documenti bizantini, rispettivamente dell'anno 1002 e dell'anno 1023.

## Società

### Evoluzione demografica
Abitanti censiti

In una platea compilata per volontà del conte Geronimo Sanseverino si legge che nel 1745 la popolazione residente a Calciano ammontava a circa 750 abitanti. Nel 1642, a causa di una frana rovinosa che distrusse l'antico centro abitato o di una pestilenza, la popolazione scese fino ad appena 160 abitanti. Fino al 1811, anno in cui la comunità fu associata a quelle di Garaguso ed Oliveto Lucano, la crescita fu molto lenta, per poi subire una forte impennata nel 1917, con l'indipendenza dagli altri due comuni, quando gli abitanti censiti erano pari a 1096.
Il comune di Calciano ha fatto registrare il suo picco di abitanti nel 1951 (1683 residenti). Il censimento del 1991 ha rilevato una popolazione pari a 1 049 abitanti mentre quello del 2001 ha fatto registrare una popolazione pari a 893 abitanti, mostrando quindi nel decennio 1991-2001 una variazione percentuale di abitanti pari al -14,87%.

### Tradizioni e folclore

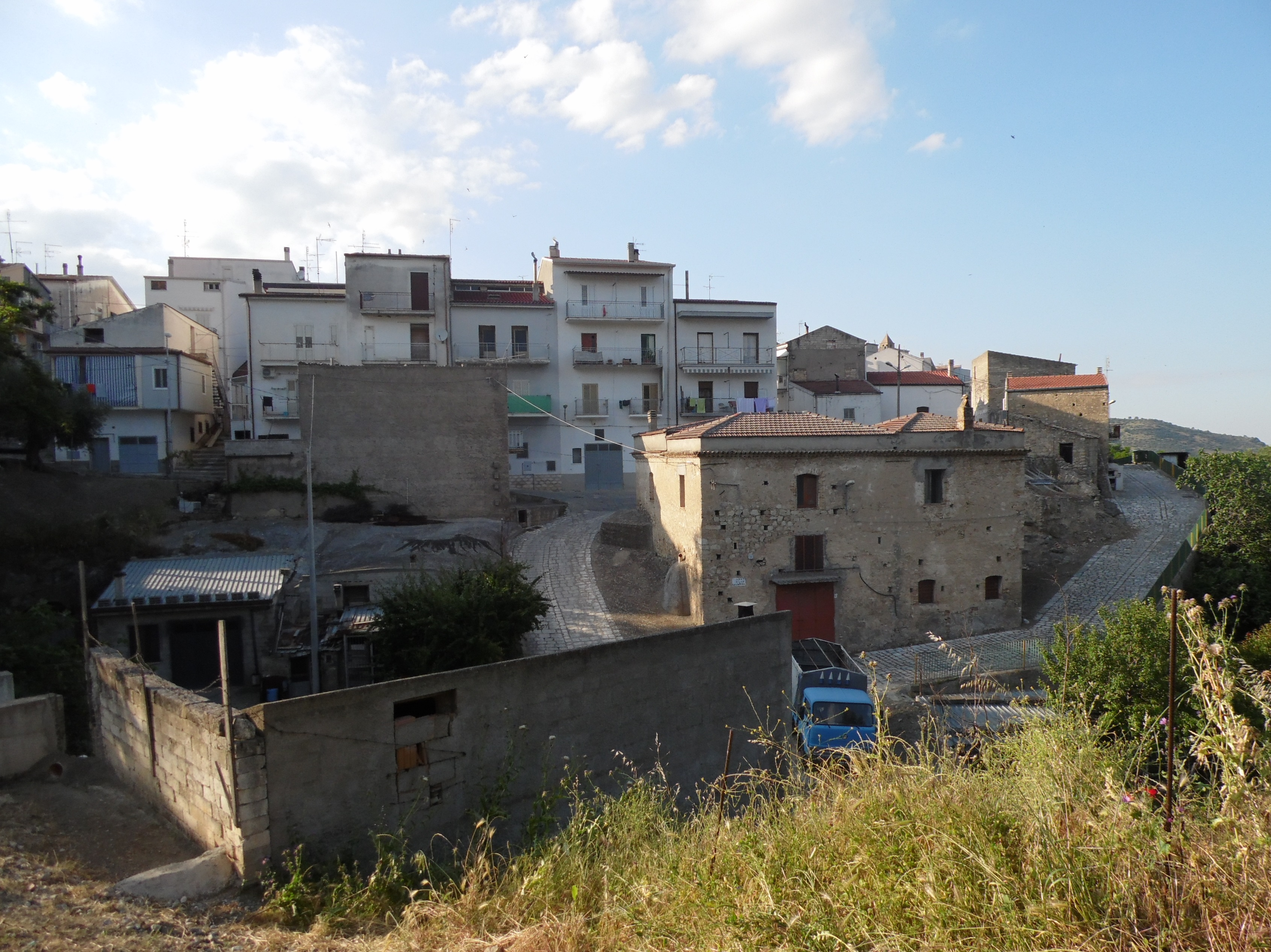
Veduta del "Paese di Mezzo", la parte bassa di Calciano

- 13 giugno: S. Antonio da Padova - Processione della Statua con “ceri” votivi di candele.
- 7 e 8 settembre: Festa patronale in onore di San Rocco e della Madonna della Serra con processione della Statua e dei "ceri" votivi di candele.

Per tradizione il centro urbano di Calciano è "diviso" in tre parti: il "Paese di sopra" e il "Paese di mezzo" separate dal "Muraglione", e la "Tempa", una zona sopraelevata rispetto al resto del paese.

## Cultura

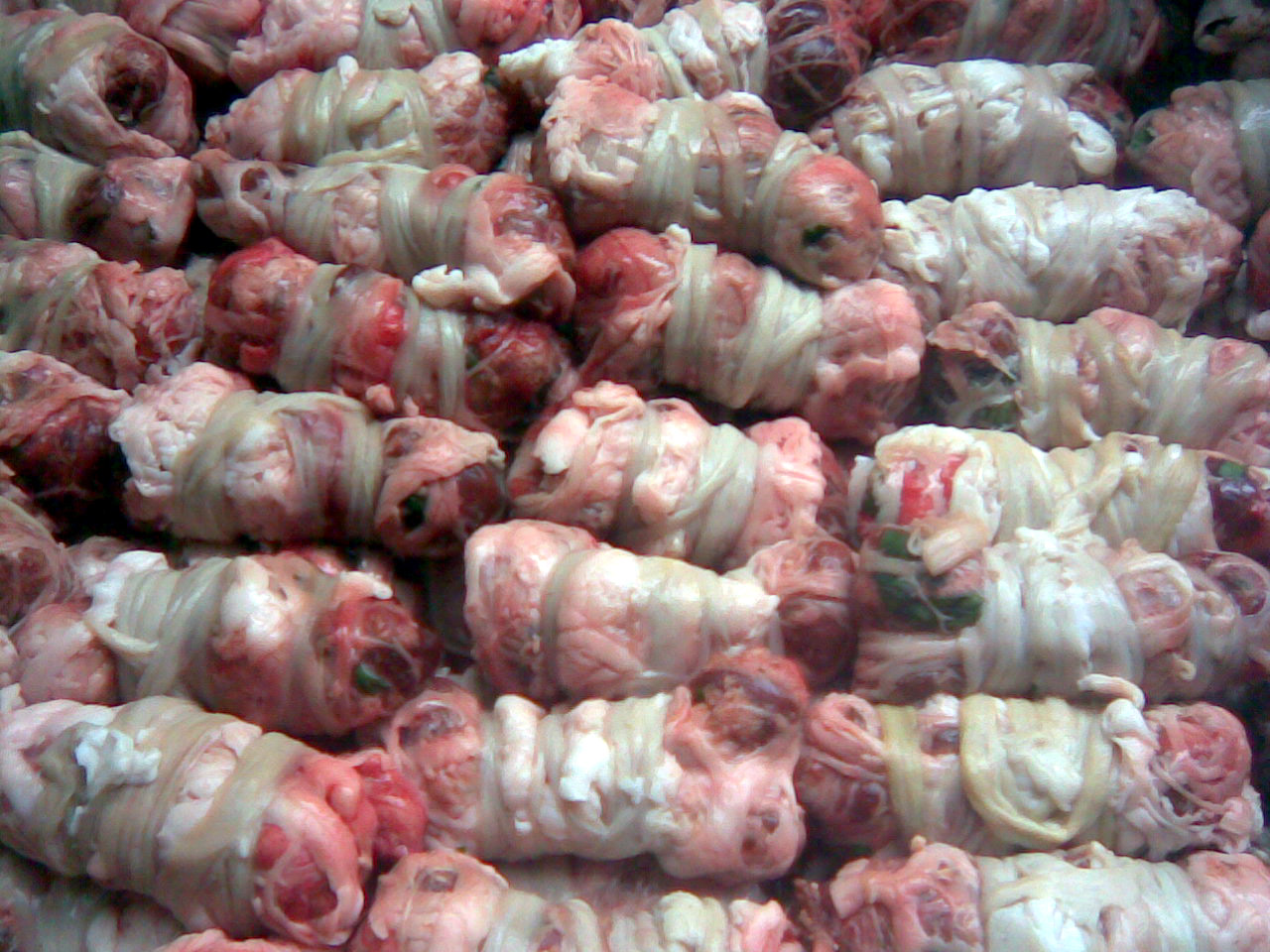
I "gnummuridd"

### Cucina
La cucina tipica calcianese è quella lucana. Tra i piatti tradizionali troviamo le "lagane", un formato di pasta fresca simile alle lasagne con cui si prepara una minestra di fagioli o ceci bolliti; i "gnummuridd” (involtini di agnello e capretto); "u p’pdegn" (granturco bollito in acqua e sale); le “manate” (pasta tipica realizzata con le mani) accompagnate con sugo di salsiccia; il "trittico calcianese”, cavatelli, orecchiette e fusilli fatti in casa conditi con un sugo di "pezzente”, una salsiccia grassa realizzata con le parti meno nobili del maiale.
La frittata, uno dei piatti tipici della cucina lucana, viene proposta in diverse varianti, tra cui la "rafanata” (a base di rafano) e nella versione dolce con miele e mandorle. Fanno parte della tradizione locale anche le fave "arrappate"  (essiccate e cotte nella "pignata"), e la "pastorale", una pietanza a base di carne di pecora cotta a lungo in un calderone con verdure e aromi.
Nel periodo di Pasqua come in altri luoghi limitrofi, è possibile degustare il "calzone" con la cipolla, con la toma, con uova e salsiccia, e la versione dolce con ricotta. Nel periodo di Natale, invece, si preparano le “scherpedd”, tipiche frittelle di pane. Tra i dolci, si segnalano le “casatedd”, simili alle chiacchiere, e i panzerotti dolci ripieni di ceci o castagne con cioccolato.

### Eventi
Dal 4 al 10 agosto 2008 ha ospitato la Rupe Nazionale 2008 dell'Assoraider, cioè il primo raduno nazionale della branca LUPI dell'associazione.

## Infrastrutture e trasporti

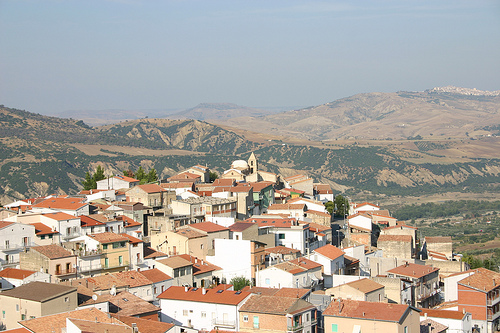
Veduta di Calciano dalla località Serre.

- La SS 407 Basentana collega principalmente il capoluogo di regione Potenza a Metaponto; è possibile prendere l'uscita di Calciano al km 40. Il comune era servito direttamente dalla ferrovia Battipaglia-Potenza-Metaponto con una stazione non più in funzione, mentre la fermata in attività più vicina è quella di Grassano-Garaguso-Tricarico. Gli aeroporti più vicini sono quello di Bari-Palese "Karol Wojtyla" (119 km) e quello di Napoli-Capodichino (206 km).

### Gemellaggi
- Montalto Uffugo, dall'11 febbraio 2008